# ویرو (بورومو)

ویرو شهری در شهرستان بورومو در استان باله در بورکینافاسوی جنوبی است و جمعیت آن ۱۰۰۱ نفر است.